# ДЭ1
Электровоз ДЭ1 — украинский электровоз постоянного тока, производившийся на Днепропетровском электровозостроительном заводе для нужд железнодорожного транспорта Украины

## История

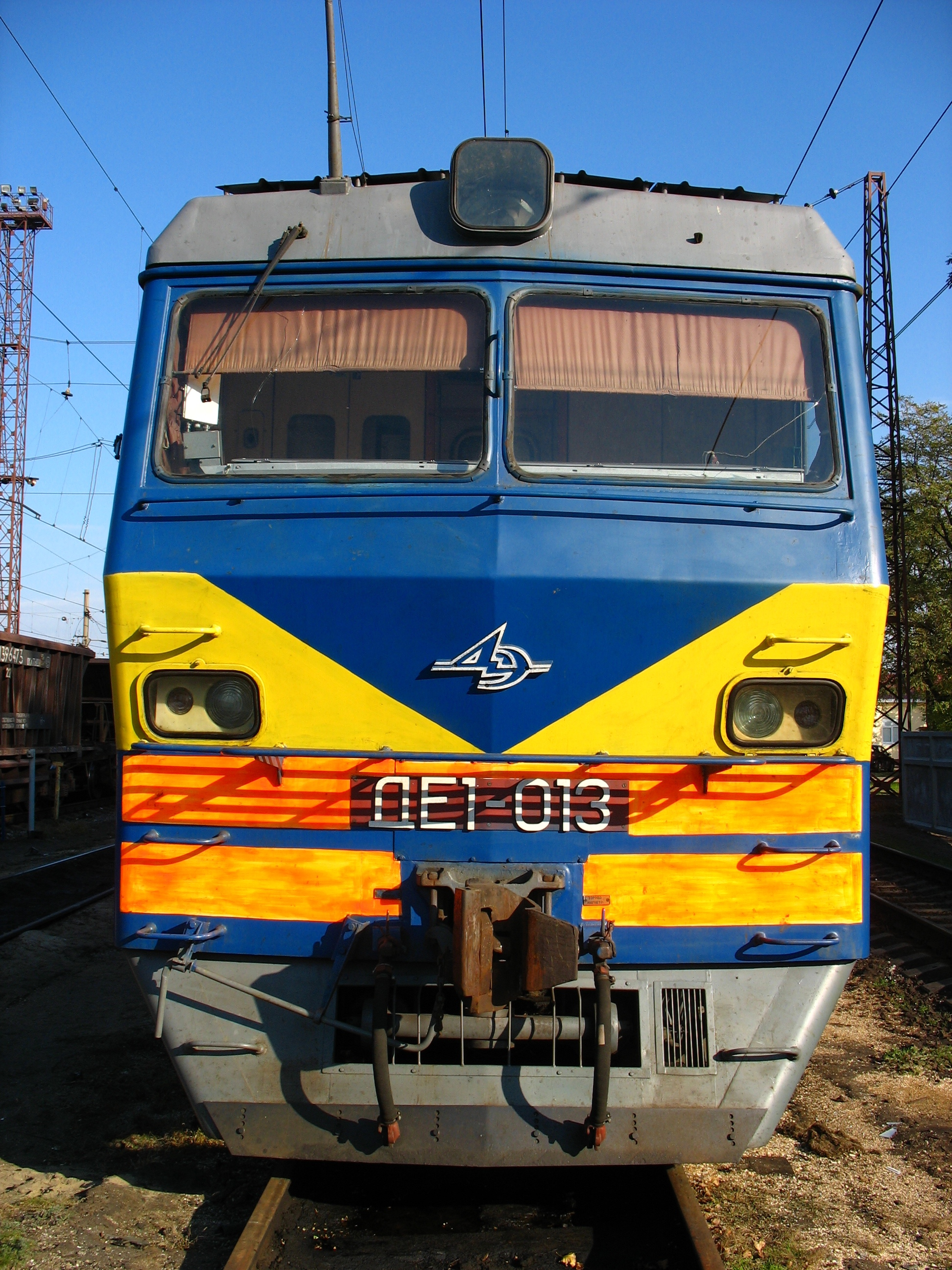
Кабина электровоза ДЭ1, вид спереди

В 1990-е годы назрела острая необходимость замены электровозов ВЛ8, которые уже практически прекратили работу на железных дорогах России и оставались основным грузовым локомотивом лишь на Донецкой и Приднепровской дорогах Украины. С этой целью Днепропетровский электровозостроительный завод взялся за разработку нового электровоза.
Первые две построенные машины — ДЭ1-001 и ДЭ1-002 — имели некоторые элементы, которые на серийных машинах сменили на более современные. Фактически эти две машины стали «испытательным полигоном», на котором отрабатывались различные конструктивные решения, и всего через несколько лет эксплуатации они были списаны из-за значительного износа. К 2008 году было изготовлено 40 электровозов.

## Конструкция

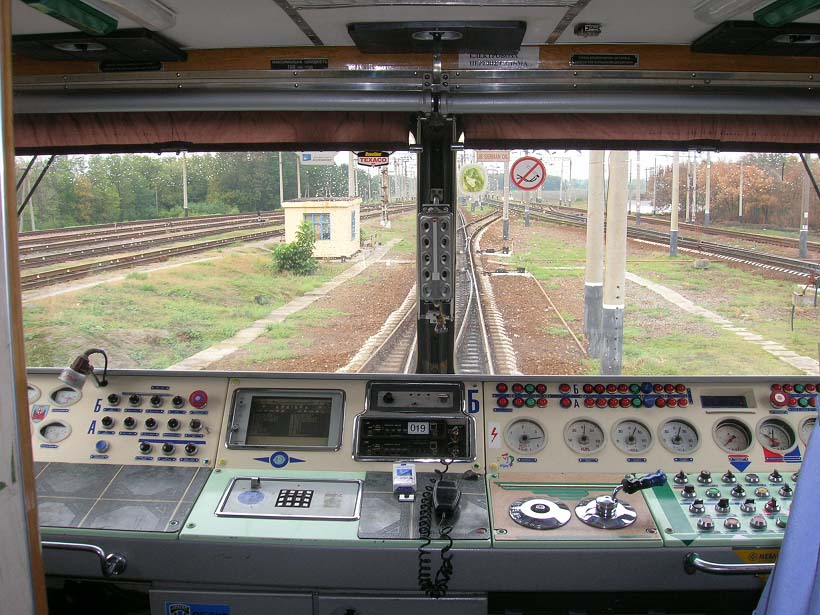
Кабина электровоза ДЭ1

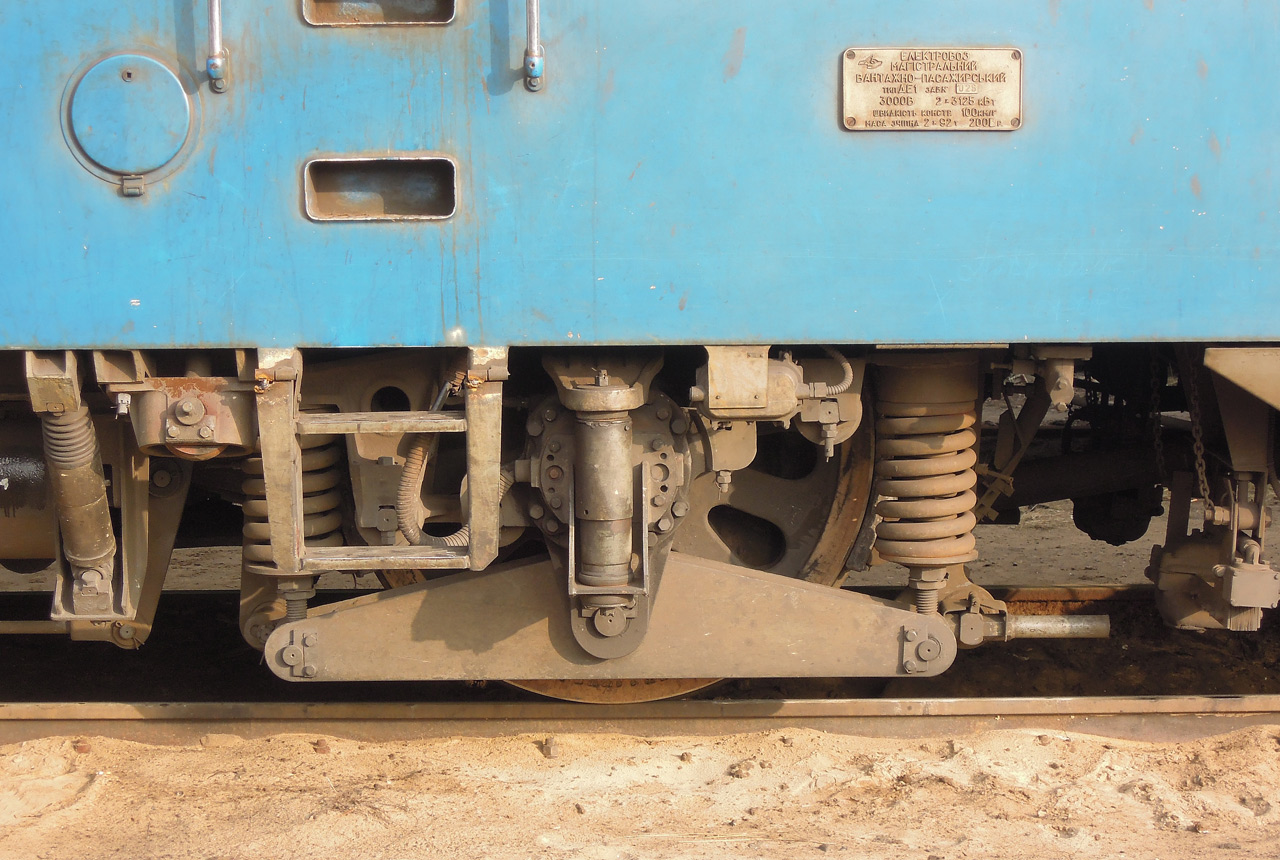
Буксовый узел первой колёсной пары

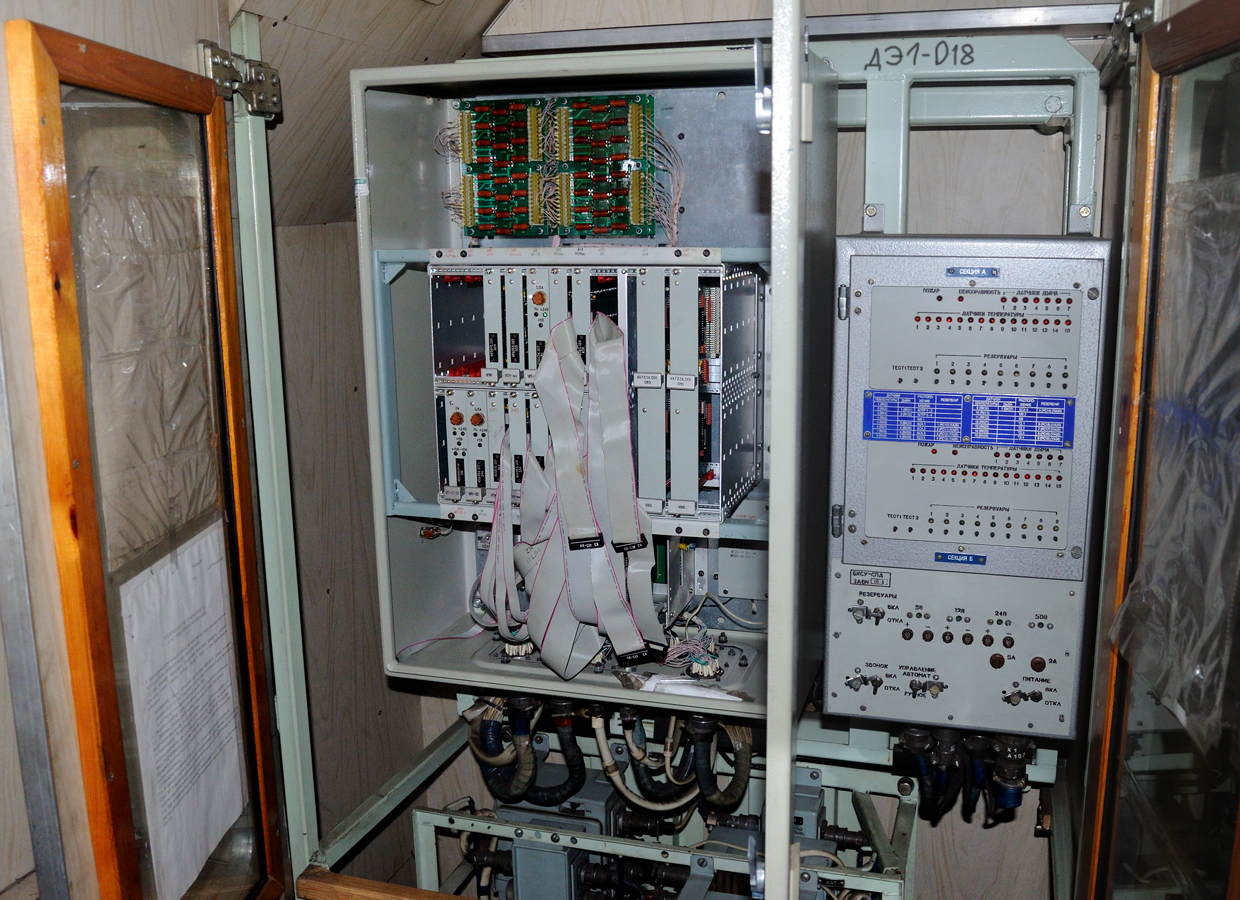
Главный прибор управления — МгТ-4.1

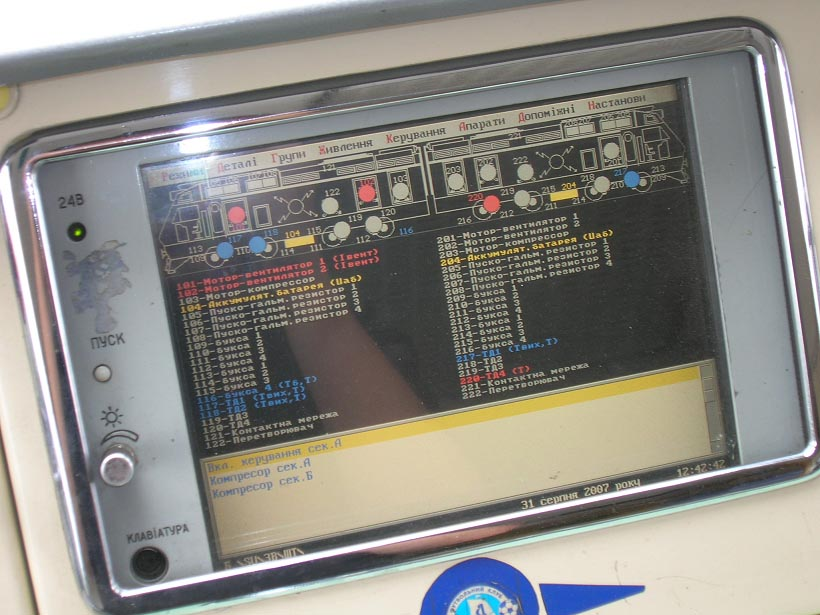
Монитор диагностики

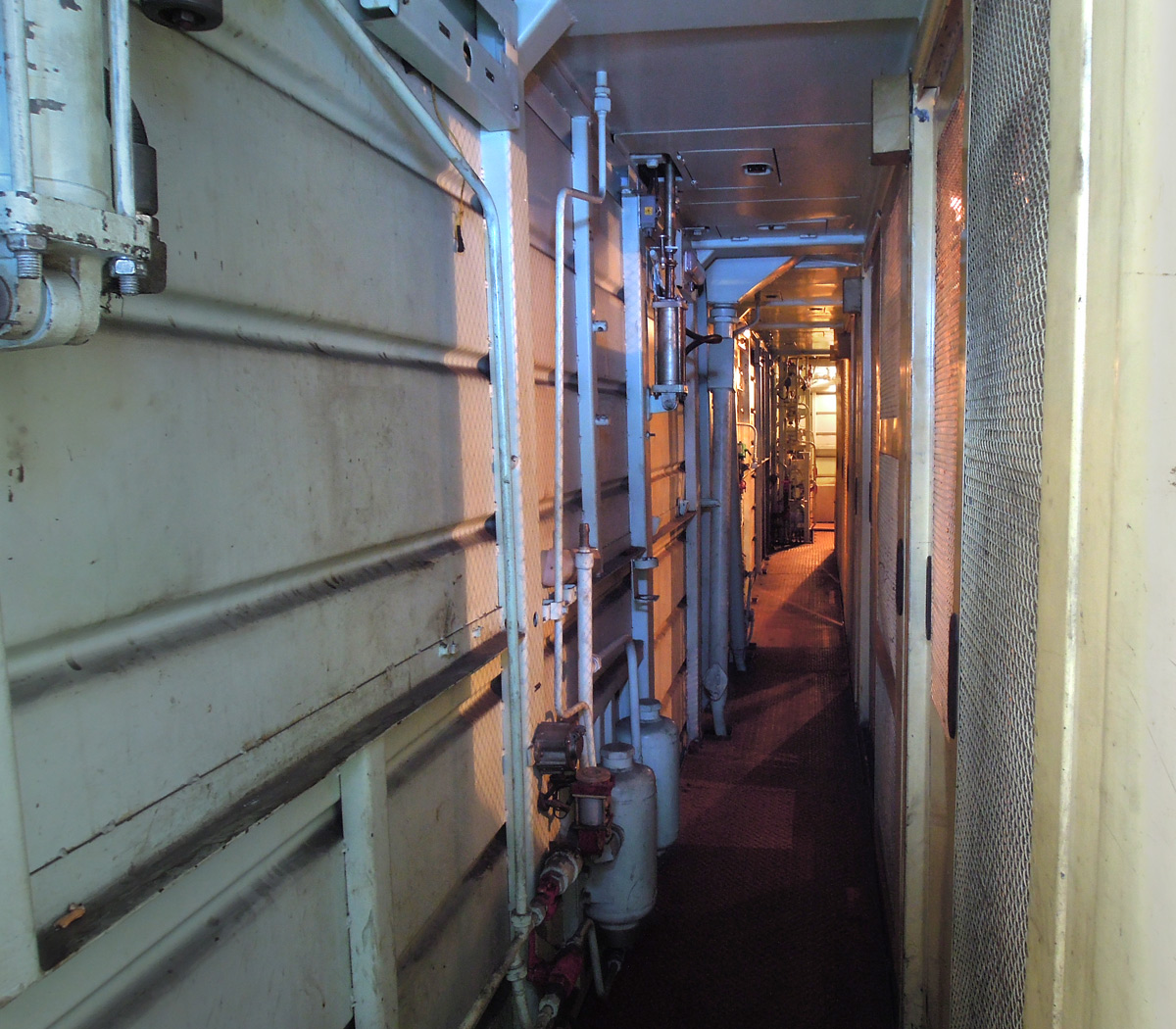
Продольный проход — вдоль правой стенки кузова

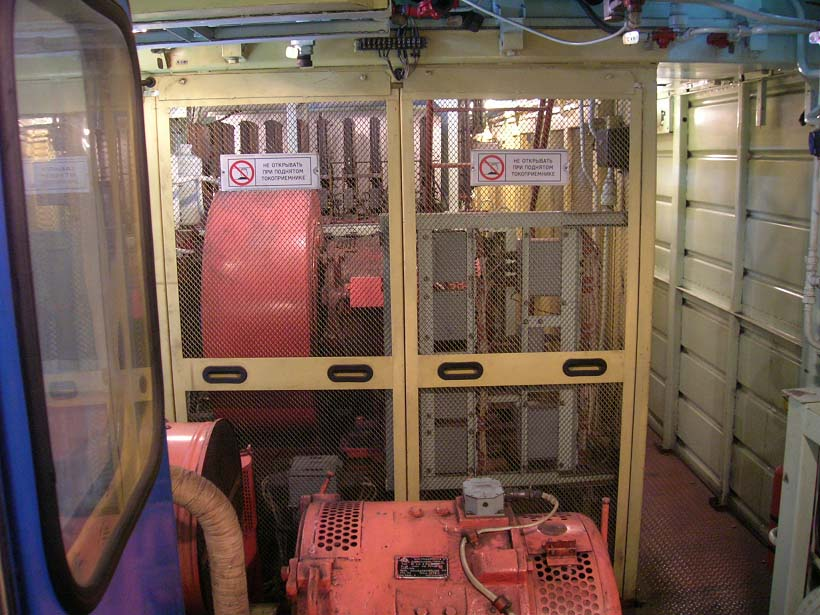
Задняя часть секции

Электровоз ДЭ1 состоит из двух одинаковых секций, связанных автосцепкой СА-3. Кузов локомотива цельнометаллический, с несущей рамой. Тележки двухосные, с буксовыми узлами по типу узлов электровозов ЧС4 — передача тягово-тормозных усилий через два резинометаллических поводка, весовой нагрузки — через пружины, опирающиеся на подвешенный снизу к буксе балансир. Практически такие же тележки применены на другом магистральном электровозе ДЭВЗ — ДС3. На крыше в передней части секции расположены пуско-тормозные резисторы (ПТР), в задней части токоприёмник типа асимметричный полупантограф (на многих электровозах заменённый на П-5 от ВЛ8) и главные резервуары.
Силовая схема по общим решениям схожа с силовой схемой электровоза ЧС7, система управления двигателями — реостатно-контакторная со всеми тремя методами регулирования — вводом реостата, изменением напряжения (включением двигателей в различные схемы) и изменением возбуждения. Тяговые двигатели (ТЭД), которых на электровозе восемь, постоянно соединены последовательно по два, так как один двигатель рассчитан на половину напряжения контактной сети — 1500 В. Для отключения неисправной группы установлены групповые переключатели с пневматическим приводом, управляемые с пульта помощника машиниста, а для изменения направления движения электровоза — аналогичные по конструкции отключателям ТЭД реверсоры.
Группы тяговых двигателей могут соединяться последовательно (сериесное соединение, С), последовательно-параллельно (СП-соединение) и параллельно (П) с переходами по вентильной схеме. На сериесном соединении имеются 23 реостатных позиции, 24-я позиция является ходовой, то есть на ней допускается длительная езда. Ходовая позиция СП-соединения — 40-я, П — 56-я. Вывод реостата и включение ОП — индивидуальными контакторами, переключение соединений — групповыми переключателями.
На электровозе имеются два вида электрического торможения — реостатное и рекуперативное. В обоих случаях обмотки возбуждения ТЭД питаются от статического преобразователя, а с якорей снимается вырабатываемый двигателями ток, однако при реостатном торможении вырабатываемый ток подаётся на ПТР и превращается в тепло, а при рекуперативном возвращается в контактную сеть, в этом режиме якоря также могут соединяться в три соединения. ПТР, как и на электровозах ЧС2Т и ЧС7, имеют вентиляторы, питающиеся от отпайки самих резисторов, то есть напряжение на вентиляторах и их частота вращения зависят от тока через ПТР. Это предохраняет ПТР от перегрева при длительной езде на реостатной позиции или реостатном торможении. Для переключения между режимами тяги и торможения установлены тормозные переключатели, конструктивно аналогичные реверсорам и отключателям ТЭД.
На каждой секции установлены два центробежных мотор-вентилятора, каждый из которых обдувает тяговые двигатели одной тележки. Привод вентиляторов — высоковольтные коллекторные двигатели. Мотор-вентиляторы имеют три частоты вращения — низкую, среднюю и высокую, это достигается включением всех четырёх вентиляторов электровоза последовательно, последовательно-параллельно или параллельно. Для обеспечения электровоза и состава сжатым воздухом каждая секция имеет компрессор ПК-5,25 (аналогичный установлен на промышленной модификации тепловоза ТЭМ7 и тепловозах ТГМ6 и ТЭП70), также имеющий привод от высоковольтного коллекторного двигателя.
Питание цепей управления и освещения напряжением 50 вольт, а также обмоток возбуждения тяговых двигателей при электрическом торможении осуществляет статический полупроводниковый преобразователь ПМП-1 (на ДЭ1-001 … −016 стоял электромашинный преобразователь), питающийся от контактной сети. Питание обмоток возбуждения ТЭД при электроторможении — также от статического преобразователя, ПМП-2. Защита высоковольтного оборудования каждой секции — быстродействующий выключатель швейцарской фирмы Сешерон, оснащённый электронным блоком для более быстрого отключения в некоторых ситуациях.
Для управления силовой схемой и диагностики оборудования на электровозе имеется устройство управления тяговым электроприводом (УУТЭП), состоящее из четырёх приборов МгТ (шкафов с микропроцессорным оборудованием) на каждой секции, а также индикаторов позиции МгТ-5.1, установленных в пультах. МгТ-4.1 расположены в кабинах, остальные три пары МгТ — в высоковольтной камере, их функции:
- МгТ-4.1 отвечает за приём сигналов от контроллера машиниста, индикацию и общее управление силовой схемой;
- МгТ-4.2 управляет большинством силовых аппаратов;
- МгТ-4.3 управляет частью аппаратов, а также отвечает за электроторможение и обнаружение юза/боксования;
- МгТ-4.4 управляет вспомогательными цепями.

Во второй секции номер МгТ дополнен индексом −01, например, МгТ-4.3-01. К сожалению, не совсем продуманы ни программное обеспечение МгТ, ни условия работы — при отказе одного МгТ на одной секции нередко теряет работоспособность весь электровоз, в жару случаются отказы из-за перегрева, в мороз — из-за переохлаждения, в этом случае локомотивная бригада иногда отогревает кассеты электроники руками.
Тормозное оборудование электровоза в целом стандартно — кран машиниста № 395 и кран вспомогательного тормоза № 254, воздухораспределитель № 483. Все атмосферные (выводящие сжатый воздух из тормозной системы) отверстия тормозных кранов имеют выходящие наружу кузова трубопроводы, поэтому работа кранов в кабине почти не слышна и не утомляет слух характерными громкими звуками.

## Эксплуатация
На август 2007 года электровозы ДЭ1 поделены поровну между депо Нижнеднепровск-Узел (г. Днепропетровск) Приднепровской дороги и Красный Лиман Донецкой дороги. Ранее электровозы были закреплены за локомотивными бригадами, что позволяло их беречь, но в настоящее время они закреплены лишь формально и на каждой машине может работать любая бригада.
Два главных недостатка машины — склонность к боксованию и ненадёжная работа электронной части, первый объясняется большой мощностью и необорудованностью электровоза противоразгрузочными устройствами, которые имеются на электровозах ВЛ и ЧС, а второй — неквалифицированным обслуживанием, многие датчики после выхода из заводского ремонта работают до первого крупного деповского ремонта. В результате ложно индицируется боксование или, например, перегрев тягового двигателя. Случается и обратное — отсутствие индикации при боксовании, что иногда приводит к разрушению тягового двигателя в разносном боксовании.
21 января 2009 сход электровоза ДЭ1-024 по ст. Красный Лиман Донецкой дороги.
На конец декабря 2024 года эксплуатируются только 3 электровоза приписки ТЧ-1 Нижнеднепровск-Узел, 6 электровозов приписки ТЧ-1 Лиман были отставлены от эксплуатации из-за войны, ДЭ1-001 был списан в октябре 2003 года, ДЭ2-002 (секция Б) с февраля 2007 года находится на территории ЦМПР ЮЗЖД ст. Киев-Волынский. Все остальные электровозы не работают.

## Фотографии

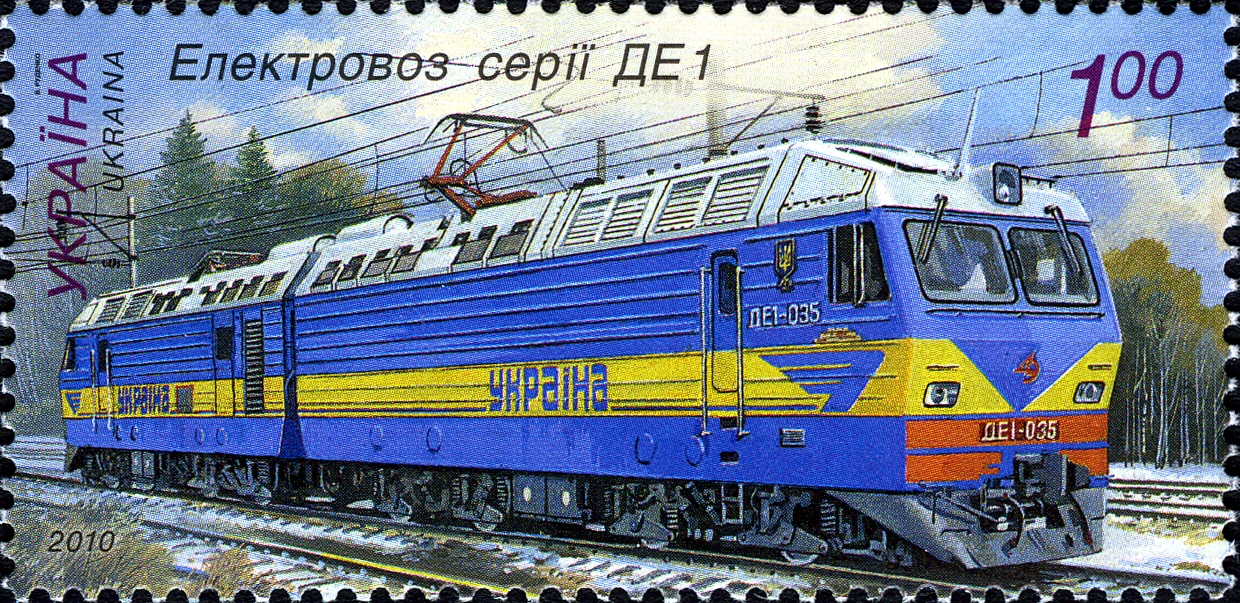
Марка
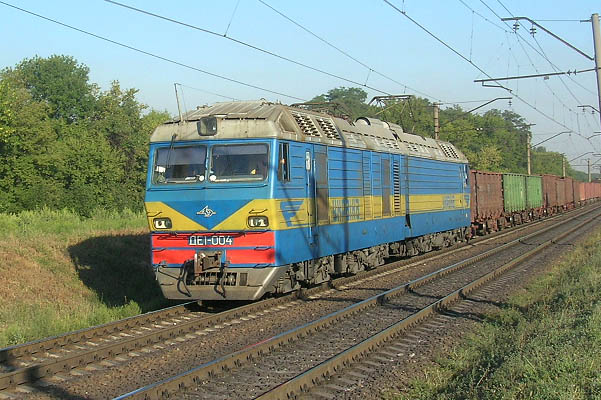
ДЭ1-004 с поездом
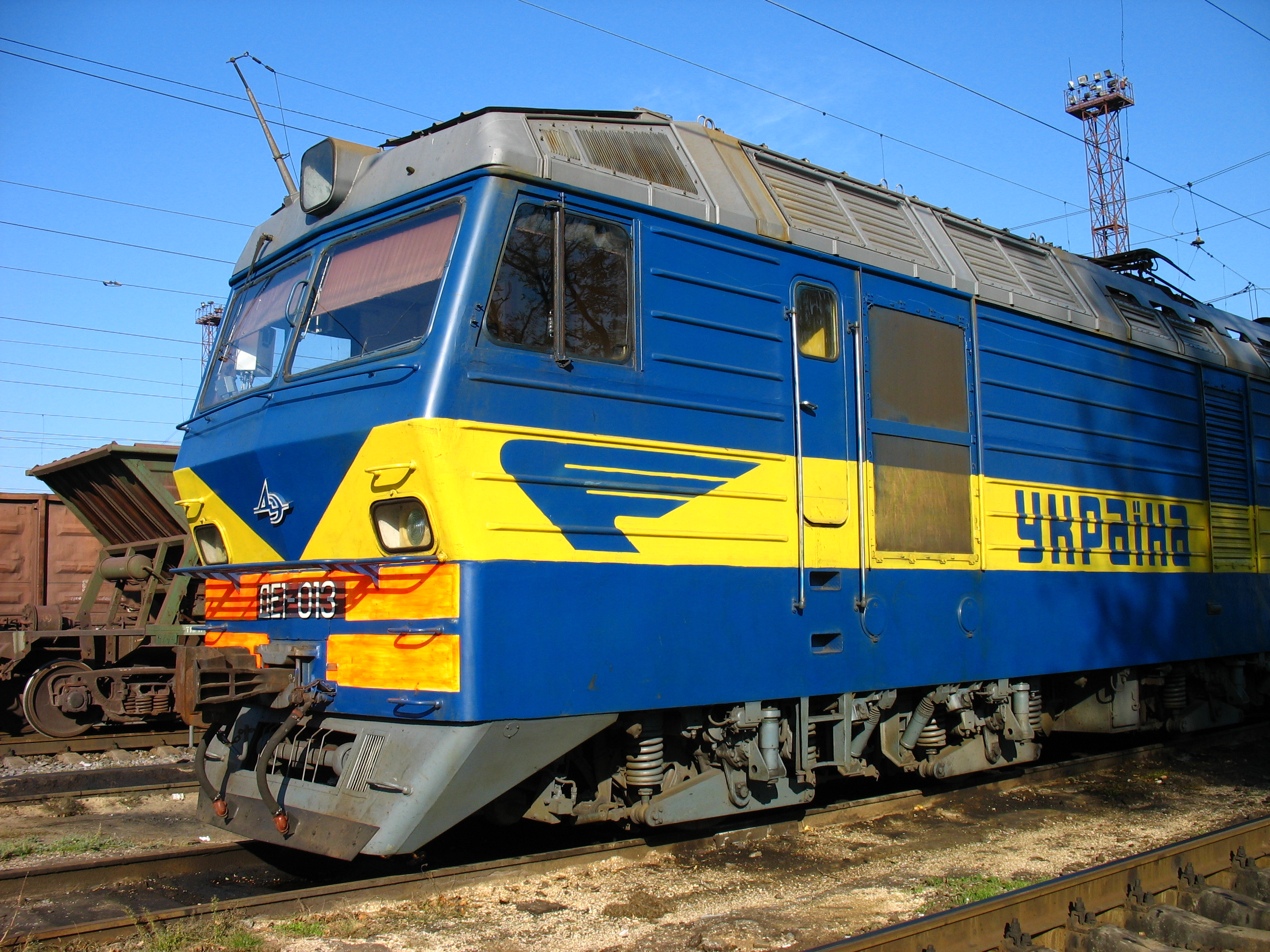
ДЭ1-013, ст. Нижнеднепровск-Узел
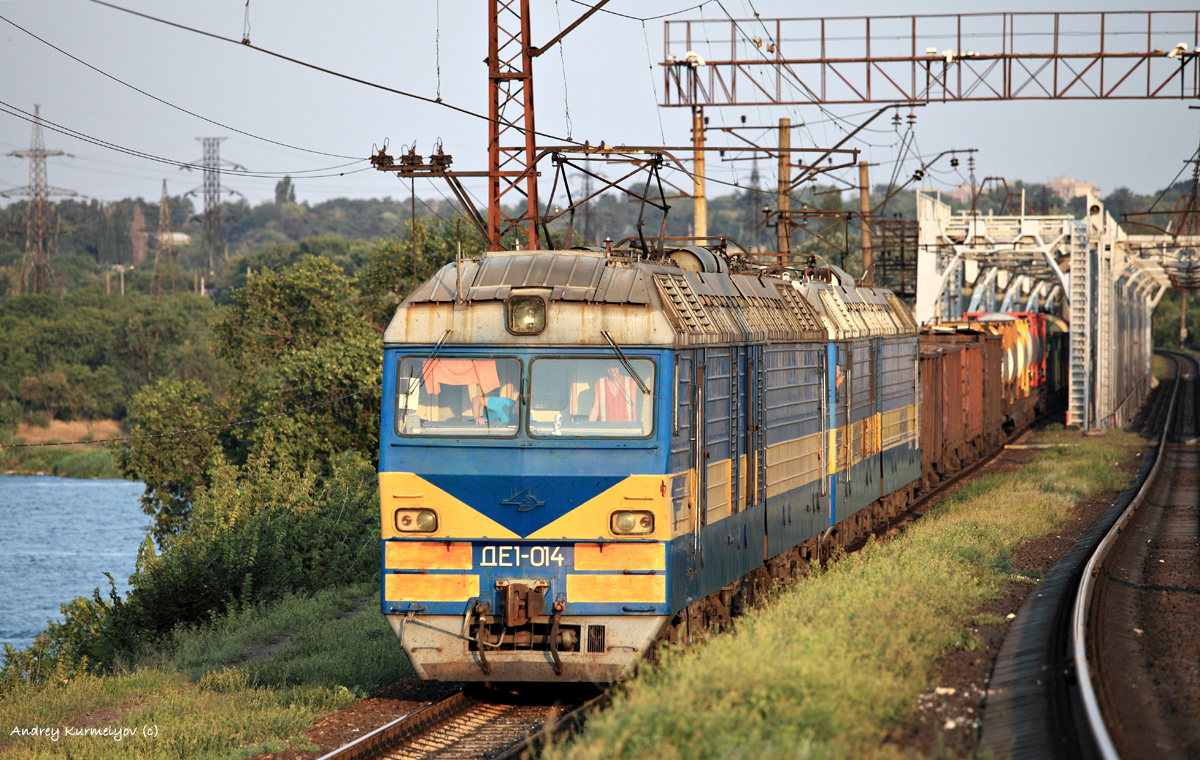
ДЭ1-014, перегон Игрень - Нижнеднепровск-Узел
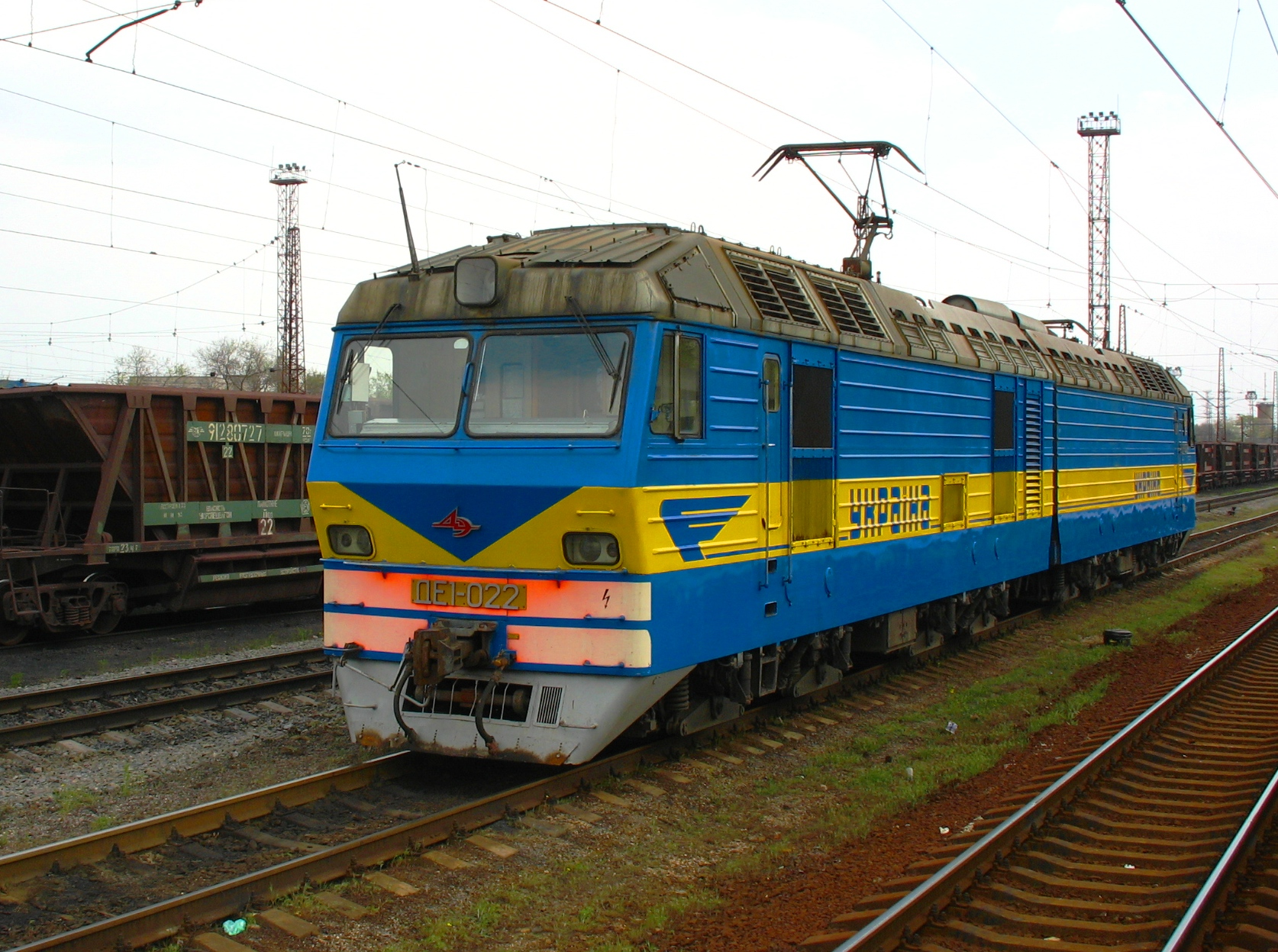
ДЭ1-022, ст. Нижнеднепровск-Узел
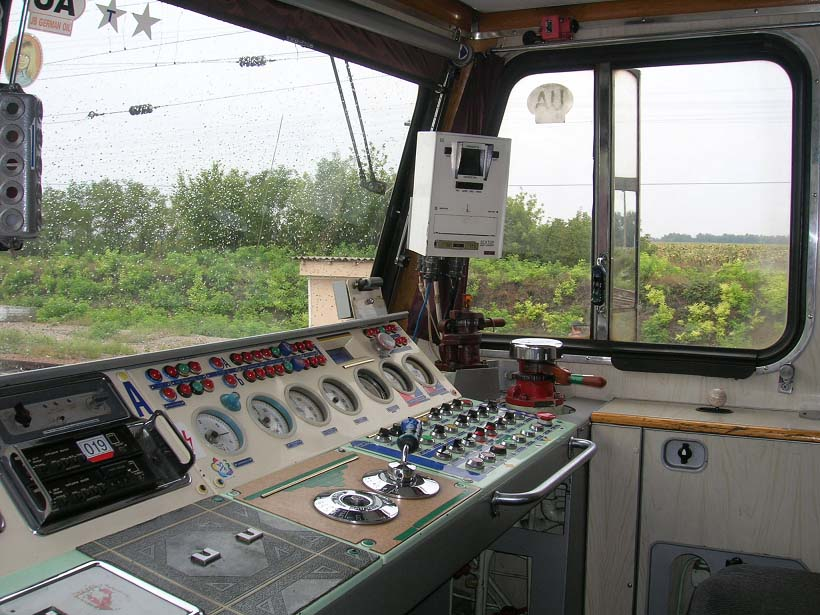
Рабочее место машиниста